# Yamaha Motor Company
A Yamaha Motor Company Limited (ヤマハ発動機株式会社, Yamaha Hatsudōki Kabushiki-gaisha) (TYO: 7272) é uma empresa japonesa produtora de motocicletas, quadriciclos e motores (especialmente para barcos), entre outros. Faz parte da Yamaha Corporation.

## Modelos de motocicletas
A Yamaha fez um extenso número de motocicletas, como a RD 250 de 1973 e a RX-Z 135, que foi muito popular na Malásia e em Singapura e foi produzida por mais de duas décadas, até 2011. Em 1984, foi lançada em Los Angeles, na Califórnia, a VMax, que seria apelidada de "Mad Max" e a "Schwarzenegger das motos" por seu potente motor V4, com 1198 cc, 145 cv e v-boost para aceleração.

## Automóveis e outros veículos
O Salão do Automóvel de Tóquio de 2015 assistirá ao lançamento de um concept car com a silhueta coupé por parte da Yamaha.